# 20008 Adacarrera
20008 Adacarrera è un asteroide della fascia principale. Scoperto nel 1991, presenta un'orbita caratterizzata da un semiasse maggiore pari a 2,565918 UA e da un'eccentricità di 0,196134, inclinata di 11,457311° rispetto all'eclittica. Ha un diametro di 5,570 km e un periodo di rotazione di 257,648 ore.